# Gnypeta abducens
Gnypeta abducens är en skalbaggsart som beskrevs av Thomas Casey 1906. Gnypeta abducens ingår i släktet Gnypeta och familjen kortvingar. Inga underarter finns listade i Catalogue of Life.